# Komitet Intelektualistów i Działaczy Katolickich
Komitet Intelektualistów i Działaczy Katolickich, Komisja Intelektualistów i Działaczy Katolickich (KIiDK) – zrzeszenie duchownych i katolików świeckich, działające w Polsce w latach 1950–1953 przy Polskim Komitecie Obrońców Pokoju. Organizacja nastawiona była na współpracę z reżymem komunistycznym. Duchownych należących do komitetu uznaje się za przedstawicieli ruchu „księży patriotów”.
Organizacja powstała 4 listopada 1950 z inicjatywy szefa PAX-u, Bolesława Piaseckiego. Stanowiła ona element strategii reżymu komunistycznego, dążących do stworzenia podziałów w łonie polskiego Kościoła katolickiego poprzez utworzenie w jego obrębie przyjaznego sobie stronnictwa, skupionego wokół Piaseckiego. Komitet był  organizacją mniej radykalną od Komisji Księży utworzonej przy Związku Bojowników o Wolność i Demokrację. Początkowo dążył do osiągnięcia przynajmniej częściowego porozumienia z niektórymi biskupami, jednakże przedstawiciele komitetu, zwłaszcza Eugeniusz Dąbrowski, uczestniczyli w atakach słownych na hierarchię kościelną, również na prymasa Stefana Wyszyńskiego. Utworzenie komitetu przez PAX zostało później napiętnowane przez Episkopat w memoriale „Non possumus”.
Przewodniczącym komitetu był ks. prof. Jan Czuj (wówczas dziekan Wydziału Teologii Katolickiej Uniwersytetu Warszawskiego), wiceprzewodniczącym biblista ks. prof. Eugeniusz Dąbrowski, sekretarzem Andrzej Micewski, a przedstawicielem PAX-u – Ryszard Reiff. Komitet tworzył oddziałowe komisje na szczeblu województwa. Posiadał spore wpływy wśród profesury wydziałów teologicznych UW i UJ oraz na KUL. Łącznie zrzeszał ok. 200–300 samych księży w całej Polsce. Wśród nich m.in.: Mieczysław Żywczyński, Józef Keller (później porzucił kapłaństwo), Stefan Biskupski, Piotr Chojnacki, Aleksy Klawek, Kazimierz Kłósak i Józef Pastuszka.
Komisja Intelektualistów 6 listopada 1950 przesłała do francuskich intelektualistów list wyrażający solidarność i propozycję współpracy. Podpisali go m.in.: Jan Czuj, Paweł Jasienica, Jerzy Zawieyski, Jerzy Turowicz, Dominik Horodyński i Stanisław Stomma.
W październiku 1953 za zgodą władz państwowych PAX połączył Komitet Intelektualistów i Działaczy Katolickich z komisjami księży przy kołach Związku Bojowników o Wolność i Demokrację, tworząc Komisję Duchownych i Świeckich Działaczy przy Ogólnopolskim Komitecie Frontu Narodowego.